# (34048) 2000 OR35
2000 أو أر 35 (ويعرف أيضًا باسم (34048) 2000 أو أر 35 وفق تسمية الكوكب الصغير) (بالإنجليزية: 2000 OR35)‏ هو كويكب ضمن حزام الكويكبات؛ وترتيبه 34048 من حيث الاكتشاف.
اكتُشف هذا الجُرم الفلكي بواسطة بحث لنكولن عن الكويكبات القريبة من الأرض في 31 يوليو 2000.

## وصلات خارجية
- (34048) 2000 OR35 في قاعدة بيانات مختبر الدفع النفاث لأجرام النظام الشمسي الصغيرة

- الاكتشاف · مخطط المدار ·  العناصر المدارية · المعلمات المادية

- (34048) 2000 OR35 على موقع ويكي سكاي: DSS2, SDSS, GALEX, IRAS, Hydrogen α, X-Ray, Astrophoto, Sky Map, Articles and images